# マリー・デュプレシ

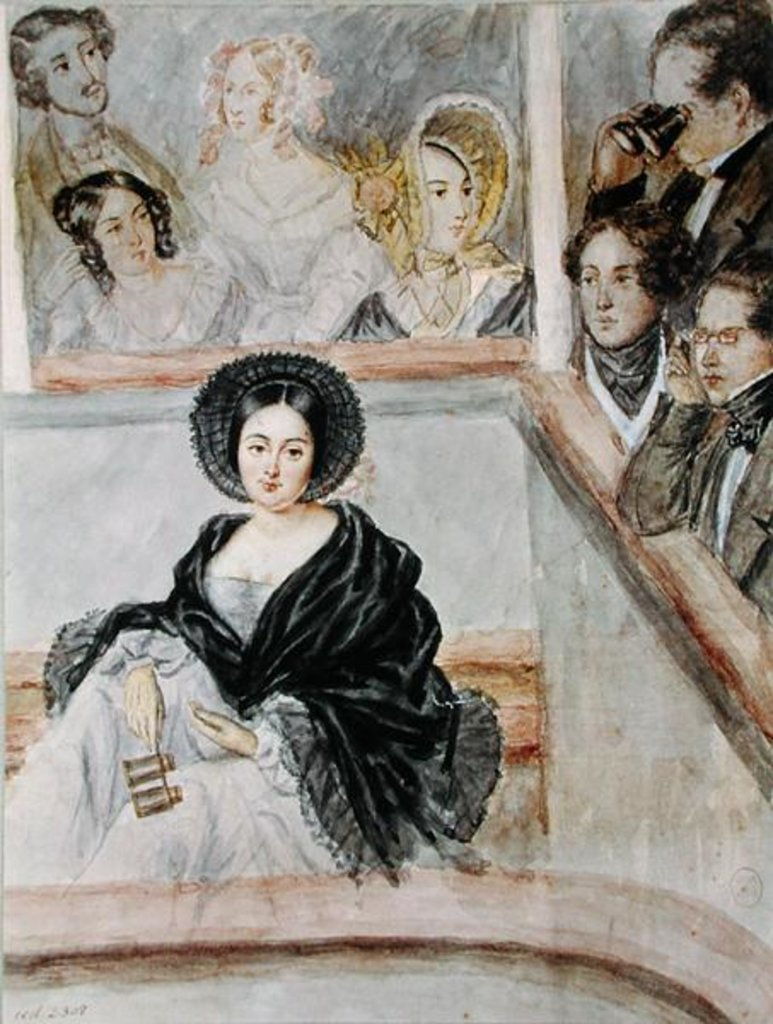
劇場のマリー・デュプレシ（水彩画）

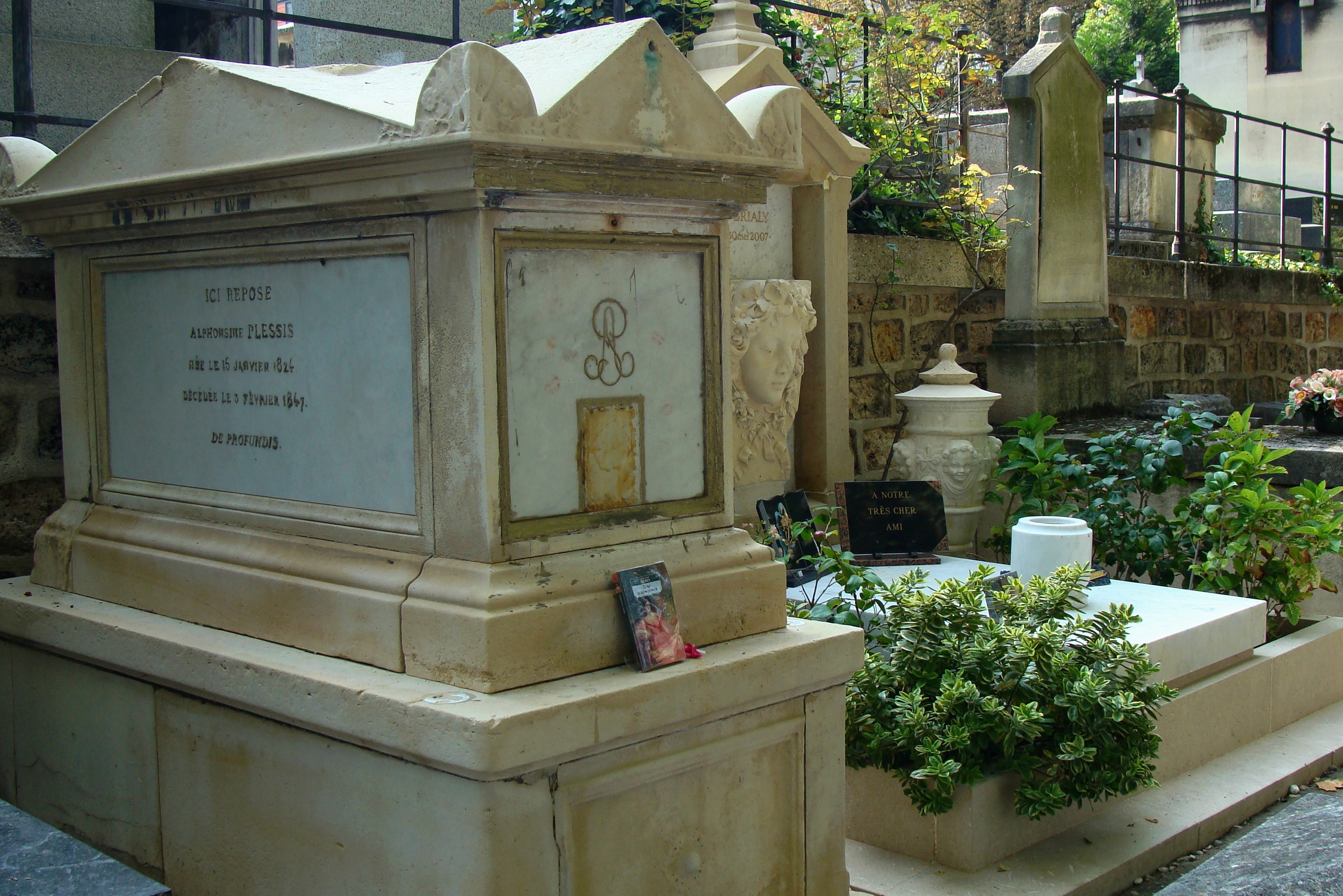
モンマルトル墓地にあるデュプレシの墓

マリー・デュプレシ（Marie Duplessis、本名：アルフォンシーヌ・プレシ（Rose Alphonsine Plessis1824年1月15日 - 1847年2月3日））、1840年代のフランス・パリのドゥミ・モンド（裏社交界）の花形であった女性。アレクサンドル・デュマ・フィスの小説『椿姫』のヒロインのモデルとして知られる。

## 生涯
ノルマンディーの寒村の行商人のマリン・プレシと妻のマリー・デエエの娘として生まれ、貧困のために、不幸な少女時代を過ごしたという。15歳でパリに引っ越した彼女は、最初は洗濯婦や帽子屋として働いていた。裕福な商人の愛人になり、魅惑的な笑顔を持つこの非常に魅力的な若い女性は、その並外れた美しさ、優雅さ、スタイルで有名になり、わずか16歳でパリで最も人気の高級娼婦になった。パリの裏社交界では、その身分にそぐわぬ気品ある美貌と、読書を好み美しい言葉を話す知性と教養ある女性として、たちまち花形に上り詰める。アレクサンドル・デュマ・フィス、フランツ・リストの他、多くの知識階級や上流の男性達と浮き名を流すが、9歳年上の貴族・軍人のエドゥアール・ド・ペルゴー子爵と結婚した翌年、肺結核に冒され、23歳で死去した。